# رحیم‌آباد (سقز)
رحیم‌آباد(به کردی: ڕەحیماوا، Reḧîmawa) روستایی از توابع بخش زیویه در شهرستان سقز است که در استان کردستان ایران قرار دارد.

## جمعیت
این روستا در دهستان گل‌تپه واقع شده و براساس سرشماری سال ۱۳۸۵، جمعیت آن ۱۲۹ نفر (۲۲ خانوار) بوده‌است.